# Cestrum fuertesii
Cestrum fuertesii är en potatisväxtart som beskrevs av Otto Eugen Schulz. Cestrum fuertesii ingår i släktet Cestrum och familjen potatisväxter. Inga underarter finns listade i Catalogue of Life.